# حذار من اليأس
حذار من اليأس مسلسل عراقي.وهو من تأليف وإخراج   نزار شهيد الفدعم.

## الممثلون
- عبير فريد.
- تمارا محمود .
- شذى سالم.